# Gerard Martinus Zuidervliet
Gerard Martinus Zuidervliet (Amsterdam, 12 maart 1907 – omgeving Haarlem, 1969) was een Nederlands ondernemer en burgemeester in oorlogstijd.
Hij was zoon van Magdalena Houthuijse en onderwijzer en schoolhoofd Arie Zuidervliet, die enige bekendheid geniet als schrijver Klaas Veenboer. Hijzelf was in 1934 als kantoorbediende getrouwd met Helderse Aletta Maria Labout.
Zuidervliet sloot zich in 1933 aan bij de Nationaal-Socialistische Beweging. Voor die beweging werd hij in 1941 benoemd tot Kringleider Zaanstreek. Hij hield toespraken etc. en zorgde ook voor de ontvangst van Anton Mussert in Zaandam. Hij was leider van de distributiedienst. Hij was er ook commandant van de Weerbaarheidsafdeling (WA) en medewerker en plaatsvervangend directeur Sociale Zaken Zaanstreek. In 1942 haalde hij zijn burgemeestersdiploma. Toen de Duitse bezetter niet langer tevreden was met burgemeester Pieter Adriaan Colijn van gemeente Alphen aan den Rijn werd Zuidervliet gevraagd burgemeester van die gemeente te worden. Hij werd in juli 1944 waarnemend burgemeester en in maart 1945 burgemeester. Zijn burgemeesterschap liep dankzij ingrijpen van de zuiveringscommissie slechts tot 8 mei 1945, al was dat ontslag met terugwerkende kracht. Nederland was bevrijd en ontsloeg direct alle zogenaamde NSB-burgemeesters. Overigens kwam Colijn ook niet terug; hij werd te vriendelijk tegen de Duitse bezetter gevonden. 
Tijdens zijn burgemeesterschap zou Zuidervliet arbeiders hebben geronseld en verzetsmensen hebben gearresteerd. Aan de andere zijde ging het verhaal dat Alphen aan den Rijn hem liever niet kwijt wilde, omdat hij de plaatselijke bevolking had geholpen met voedselbonnen en ook enige fusillades had weten te voorkomen. Hem werd wel aangerekend dat hij zomaar het bevolkingsregister aan de Duitse bezetter had overhandigd. Zijn oorlogsverleden kwam in 1949 voor bij de Rotterdamse Kamer van het Haags Bijzonder Gerechtshof. De aanklager eiste zes jaar. De verdediging wees op “verzachtende omstandigheden”. Zuidervliet was teleurgesteld in de Nederlandse politiek en het Nederlandse leven. Zuidervliet had voor zijn aansluiting bij de NSB reserveofficier willen worden. De HVA had hem daarop naar Nederlands-Indië gezonden (1929). In 1932 kwam hij terug en ging in Zaandam wonen. Hij trof een verarmde familie aan in crisistijd. De NSB beloofde de economie te verbeteren. Ook daarin werd hij teleurgesteld; hij mocht bij de mobilisatie van 1939 even onderofficier worden, stapte uit de NSB. Na zijn arrestatie en vrijlating door de Duitse bezetter werd hij opnieuw lid, uitgroeiend tot kringleider. Door de verdediging werd daarom vrijstelling verlangd. Daarin ging de rechtbank deels mee. Haar vonnis was een hechtenisstraf van vier jaar met aftrek van voorarrest (internering), dat vier jaar had geduurd. Wel werd bepaald dat hij geen ambtenaar meer mocht worden. Wat de uiteindelijke straf werd is niet bekend.
Zuidervliet trok zich uit het openbare leven terug. Hij werd eigenlijk pas weer in juni 2009 genoemd wanneer zijn echtgenote 100-plusser wordt (4 juli 2009). Terloops wordt hij dan genoemd als overleden in 1969. Labout overlijdt op 11 augustus in Heemstede; hun dochter in 2017 in de Verenigde Staten.  